# 167e régiment d'infanterie (1er régiment d'infanterie haut-alsacien)
Pour les articles homonymes, voir 167e régiment.

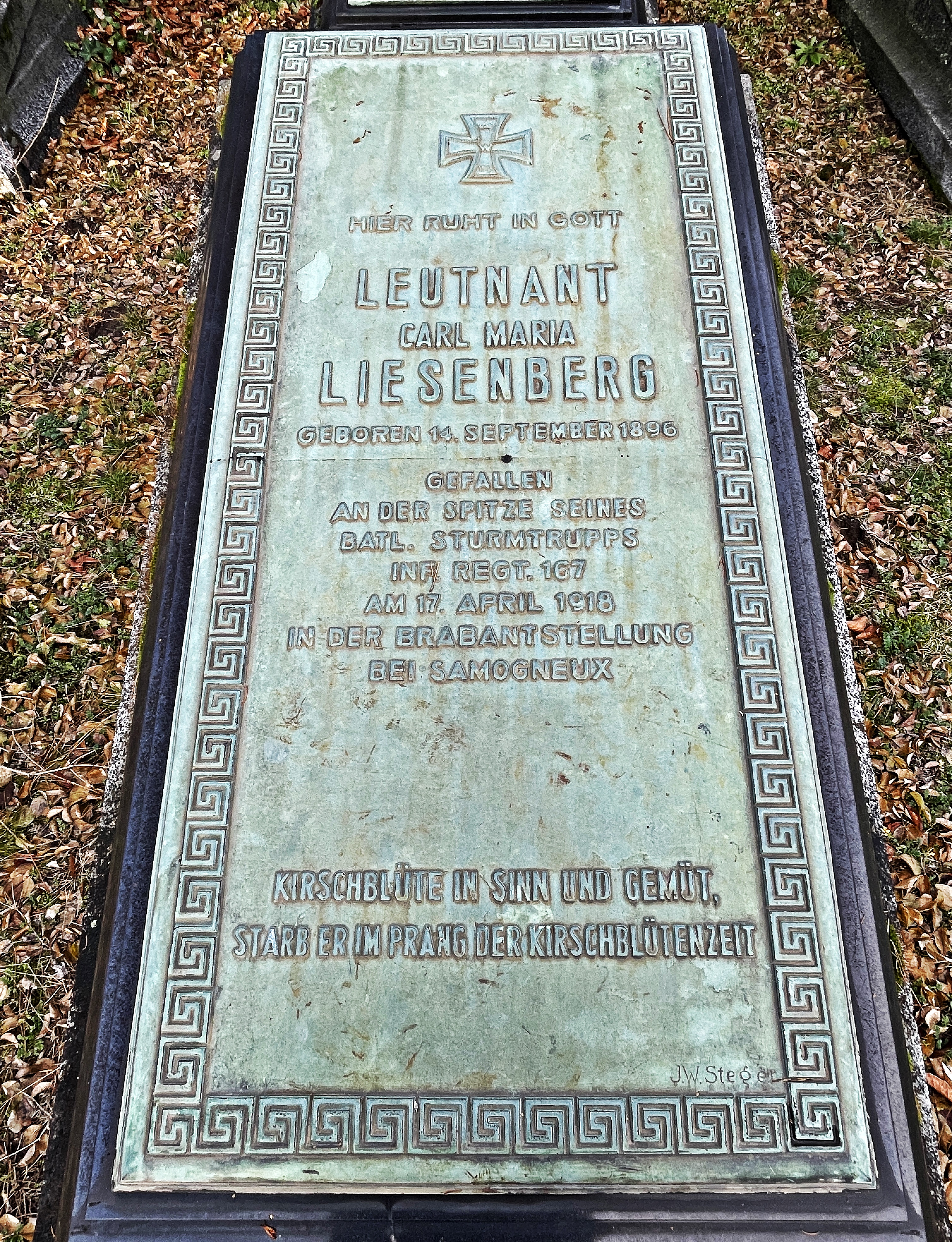
Tombe de Carl Maria Liesenberg, lieutenant du régiment d'infanterie, tué au combat en 1918 en tant que chef de troupe d'assaut, cimetière principal de Neustadt/Weinstraße

Le 167e régiment d'infanterie (1er régiment d'infanterie haut-alsacien) est une unité d'infanterie de l'armée prussienne.

## Histoire
L'unité est créée le 31 mars 1897 sous le nom de 167e régiment d'infanterie à partir du 4e bataillon du 94e régiment d'infanterie, 1er bataillon du 95e régiment d'infanterie (de) et du 2e bataillon du 83e régiment d'infanterie. La garnison était à Cassel, le 3e bataillon est stationné à Mühlhausen/Thuringe.
Avec le 32e régiment d'infanterie, il forme la 44e brigade d'infanterie dans le 22e division d'infanterie
Le 27 janvier 1902, Guillaume II donne l'ordre à l'armée d'élargir le nom des unités qui n'ont pas encore d'appellation militaire afin de les distinguer et d'établir une tradition. Le régiment porte donc à partir de cette date la dénomination de 167e régiment d'infanterie (1er régiment d'infanterie haut-alsacien).

### Première Guerre mondiale
Le régiment est mobilisé le 2 août 1914 et s'installe sur le front occidental. Après de lourdes pertes à Sancourt, le 1er et le 2e bataillon sont dissous le 29 septembre et reconstitués le 4 octobre 1918. Le 1er novembre 1918, des parties du 3e bataillon du 83e régiment d'infanterie de réserve, dissous, sont incorporées. Trois jours plus tard, le régiment est presque entièrement fait prisonnier au Quesnoy. Peu avant la fin de la guerre, le 10 novembre 1918, trois nouvelles compagnies sont constituées.

### Après-guerre
Après la fin de la guerre, les restes de l'unité retournent dans leurs garnisons. Là, ils sont démobilisés le 27 novembre 1918 et le régiment est finalement dissous.
La tradition est adoptée dans la Reichswehr par décret du chef du commandement de l'armée, le général d'infanterie Hans von Seeckt, le 24 août 1921, par la 13e compagnie du 15e régiment d'infanterie à Cassel.

## Commandants
| Grade          | Nom                                      | Date                               |
| -------------- | ---------------------------------------- | ---------------------------------- |
| Oberst         | Louis Muelenz                            | 1er avril 1897 au 21 juillet 1900  |
| Oberst         | Karl von Oppeln-Bronikowski              | 22 juillet 1901 au 16 mai 1902     |
| Oberst         | Ernst Kuntze                             | 17 mai 1902 au 23. avril 1904      |
| Oberst         | Hugo von Schütz zu Holzhausen            | 24 avril 1904 au 20 mars 1909      |
| Oberst         | Erich von Lochow                         | 21 mars 1909 au 21 mars 1912       |
| Oberst         | Rudolf von Langermann und Erlenkamp (de) | 22 mars 1912 au 31 mars 1913       |
| Oberst         | Wilhelm von Auer (de)                    | 1er avril 1913 au 1er août 1914    |
| Oberstleutnant | Felix von Kunowski (de)                  | 2 août au 20 novembre 1914         |
| Oberstleutnant | Adolf Tiersch                            | 21 novembre 1914 au 7 octobre 1915 |
| Oberstleutnant | Heinrich Schmedes                        | 8 octobre 1915 à juillet 1916      |
| Oberstleutnant | Hans von Rode gen. Diezielsky            | Juillet 1916 à la dissolution      |